# ランブリン・ジャック・エリオット
ランブリン・ジャック・エリオット（Ramblin' Jack Elliott、本名 Elliott Charles Adnopoz 、1931年8月1日 - ）は、アメリカ合衆国のフォーク歌手・演奏家。

## 人物
ニューヨーク生まれで、ユダヤ系アメリカ人の家庭で育ちながら、いつもカウボーイに憧れていた。ティーン・エイジャーの時に家出し、子ども時代の夢を実現するべくロデオの世界に飛び込んだ。当時、ギターを習い覚え、ウッディ・ガスリーと知り合い、彼の教え子のようにして共に生活した。
バンジョー奏者のデロル・アダムスと共に、イギリスやヨーロッパをツアーし、各地の音楽シーンに影響を与えた。アメリカに戻ってからエリオットはフォークソングやカントリーミュージックのシーンで神秘的なヒーローになっていく。
エリオットに最大の影響を与えたのはウッディ・ガスリーである。が、ガスリーの息子アーロは、父は病気や早死にしたこともあって、彼とほとんど知り合ったというほどのことはなかったはずだという。そのアーロも、自分の父親の歌とスタイルをエリオットを通して学んだという。エリオットの音楽スタイルはボブ・ディランにも影響を与え、ディラン自身「ランブリン・ジャック・エリオットの息子」とツアーで自称するほどで、彼の自伝にもエリオットが登場する。
何度か来日している。友部正人、岡林信康と親交がある。

## ディスコグラフィ

### スタジオ・アルバム
- 『ウディ・ガスリーズ・ブルース』 - Woody Guthrie's Blues (1956年)
- Jack Elliot Sings (1957年)
- 『ジャック・テイクズ・ザ・フロアー』 - Jack Takes the Floor (1958年)
- Ramblin' Jack Elliott in London (1959年、EMI)
- 『ウディ・ガスリーとジミー・ロジャーズを歌う』 - Ramblin' Jack Elliott Sings Songs by Woody Guthrie and Jimmie Rodgers (1960年)
- 『シングス・ザ・ソングス・オブ・ウディ・ガスリー』 - Jack Elliott Sings the Songs of Woody Guthrie (1960年)
- Songs to Grow On by Woody Guthrie, Sung by Jack Elliott (1961年、Folkways)
- 『ランブリン・ジャック・エリオット』 - Ramblin' Jack Elliott (1961年、Prestige/Folklore)
- Country Style (1962年、Prestige/Folklore)
- 『さすらいの吟遊詩人』 - Jack Elliott (1964年、Vanguard)
- 『ヤング・ブライアム』 - Young Brigham (1968年、Reprise)
- 『ブル・ダーラム・サックス&レイルロード・トラックス』 - Bull Durham Sacks & Railroad Tracks (1970年、Reprise)
- 『ケルアックズ・ラスト・ドリーム』 - Kerouac's Last Dream (1981年、Folk Freak)
- South Coast (1995年、Red House)
- 『フレンズ・オブ・マイン』 - Friends of Mine (1998年、HighTone)
- 『ザ・ロング・ライド』 - The Long Ride (1999年、HighTone)
- 『アイ・スタンド・アローン』 - I Stand Alone (2006年、Anti-)
- 『ア・ストレンジャー・ヒア』 - A Stranger Here (2009年、Anti-)

### ライブ・アルバム
- 『フーテナニー・アット・ザ・セカンド・フレット』 - Jack Elliott at the Second Fret (1962年)
- 『ライヴ・イン・ジャパン』 - Live In Japan (1974年)
- The Lost Topic Tapes: Isle of Wight 1957 (2004年) ※1957年録音

### コンピレーション・アルバム
- Talking Woody Guthrie (1963年、Topic)
- Muleskinner (1964年、Topic)
- The Essential Ramblin' Jack Elliott (1976年、Vanguard)
- Hard Travelin' (1989年) ※『シングス・ザ・ソングス・オブ・ウディ・ガスリー』『ランブリン・ジャック・エリオット』の再発
- Talking Dust Bowl: The Best of Ramblin' Jack Elliott (1989年)
- Ramblin' Jack Elliott, Spider John Koerner, U. Utah Phillips: Legends of Folk (1990年、Red House)
- Jack Elliott Plus / Jack Elliott (1990年)
- Me and Bobby McGee (1995年) ※『ヤング・ブライアム』『ブル・ダーラム・サックス&レイルロード・トラックス』の再発
- Jack Elliott: Ramblin' Jack, The Legendary Topic Masters (1995年)
- Ramblin' Jack Elliott: Early Sessions (1999年)
- Best of the Vanguard Years (2000年)
- The Lost Topic Tapes: Cowes Harbour 1957 (2004年)
- The Lost Topic Tapes: Isle of Wight 1957 (2004年)
- Vanguard Visionaries (2007年)

### ランブリン・ジャック・エリオット&デロール・アダムズ
- 『ランブリン・ボーイズ』 - The Rambling Boys (1958年)
- Folkland Songs (1969年)
- Riding in Folkland (1969年)